# Los Anastacios
Los Anastacios è un comune della Repubblica di Panama situato nel distretto di Dolega, provincia di Chiriquí. Si estende su una superficie di 10,8 km² e conta una popolazione di 3.236 abitanti (censimento 2010).